# 黒い砂漠 (映画)
『黒い砂漠』（くろいさばく、Il Caso Mattei）は、フランチェスコ・ロージ監督による1972年のイタリアの映画である。謎の死を遂げたイタリアの実業家のエンリコ・マッテイの生涯をなぞりつつ、国際石油資本の実態を描く。
第25回カンヌ国際映画祭では『労働者階級は天国に入る』と同時にパルム・ドールを受賞した。なお、どちらもジャン・マリア・ヴォロンテが主演である。

## キャスト
- ジャン・マリア・ヴォロンテ
- ピーター・ボールドウィン
- ルイジ・スカルツィーナ
- ジャンフランコ・オンブエン
- エデ・フェロナオ